# The Official Bootleg Box Set Vol 2
The Official Bootleg Box Set Vol 2 è un box set del gruppo musicale britannico Marillion, pubblicato il 28 maggio 2010 dalla EMI.

## Descrizione
Il cofanetto è composto da 8 CD di concerti dal vivo registrati tra il 1990 ed il 1994. Segue la pubblicazione del precedente cofanetto Early Stages: The Official Bootleg Box Set 1982-1987 (2008).

## Tracce
CD 1 – Live at De Montfort Hall, Leicester (24th April 1990) - Part 1
1. The King of Sunset Town
2. Slainte Mhath
3. Easter
4. The Uninvited Guest
5. Warm Wet Circles
6. That Time of the Night
7. Holloway Girl
8. Berlin

CD 2 – Live at De Montfort Hall, Leicester (24th April 1990) - Part 2
1. Seasons End
2. Hooks in You
3. The Space
4. Kayleigh
5. Lavender
6. Heart of Lothian
7. Incommunicado
8. After Me
9. Market Square Heroes

CD 3 – Live at the Cumbria Rock Festival, Workington (13th July 1991) BBC Friday Rock Show - Derwent Park Rugby Stadium
1. Splintering Heart
2. Cover My Eyes (Pain and Heaven)
3. Slainte Mhath
4. The Uninvited Guest
5. The Party
6. Warm Wet Circles
7. That Time of the Night (The Short Straw)
8. No One Can
9. Script for a Jester's Tear
10. This Town
11. The Rakes Progress
12. Kayleigh
13. King of Sunset Town
14. Holidays in Eden
15. Hooks in You

CD 4 – Live at Wembley Arena, London (5th September 1992) - Part 1
1. Holidays in Eden
2. Garden Party
3. I Will Walk on the Water
4. The Party
5. Hotel Hobbies
6. Warm Wet Circles
7. That Time of the Night (The Short Straw)
8. Easter
9. Incommunicado
10. Sympathy

CD 5 – Live at Wembley Arena, London (5th September 1992) - Part 2
1. No One Can
2. Kayleigh
3. Lavender
4. Heart of Lothian
5. Cover My Eyes (Pain and Heaven)
6. Slainte Mhath
7. This Town
8. The Rakes Progress
9. 100 Nights
10. Waiting to Happen
11. Script for a Jester's

CD 6 – Live in Warsaw (15th June 1994) - Part 1 Congresshaus, Warsaw, Poland
1. Cover My Eyes (Pain and Heaven)
2. Slainte Mhath
3. The Uninvited Guest
4. Sugar Mice
5. Bridge
6. Living with the Big Lie
7. Runaway
8. Goodbye to All That/ Wave/Mad/The Opium Den/The Slide/Standing in the Swing
9. Hard as Love
10. The Hollow Man
11. In the Lap of Luxury/Now Wash Your Hands
12. Paper Lies
13. Brave

CD 7 – Live in Warsaw (15th June 1994) - Part 2 Congresshaus, Warsaw, Poland
1. The Great Escape/The Last of You/Falling from the Moon
2. Made Again
3. Easter
4. Warm Wet Circles
5. That Time of the Night (The Short Straw)
6. Garden Party
7. Kayleigh
8. Lavender
9. Heart of Lothian
10. Hooks in You

CD 8 – BBC Sessions EP (1992-94)
- Bob Harris session (1st January 1992)

1. Sympathy
2. Kayleigh

- Johnnie Walker session (4th March 1994)

1. Made Again
2. Hollow Man

## Formazione
- Steve Hogarth – voce
- Steve Rothery – chitarra
- Pete Trewavas – basso
- Mark Kelly – tastiera
- Ian Mosley – batteria